# Jardim Botânico
Jardim Botânico és un barri de la Zona Sud del municipi de Rio de Janeiro, Brasil.
El barri agafa el seu nom del parc jardí botànic, institució científica creada el 1808 amb l'arribada al Brasil de Joan VI.
El barri també té entre els seus espais verds el Parc Lage i part de la Floresta de Tijuca, dotat així d'una inusitada quantitat de vegetació per a una ciutat com Rio de Janeiro.
Aquest gran pulmó verd sumat a la seva proximitat amb la llacuna Rodrigo de Freitas brinda al barri una temperatura més suau que la mitjana de la ciutat.

## Ubicació
Limita amb els barris Lagoa, Gávea, Humaitá i Alto da Boa Vista. El barri es comunica amb la zona nord de la ciutat a través del túnel Rebouças, que passa per sota del turó Corcovado. El músic Antônio Carlos Jobim solia fer broma i deia que el barri estava en el sovaco do Cristo, sota les aixelles del Crist Redemptor, cita que també va donar nom al bloco de carnestoltes del barri.

## Dades generals
- Població total: 20.014 habitants (cens de 2000)
- Superfície: 268,92 hectàrees (2003)
- Àrees urbanitzades i/o alterades: 46,83 % (2001)
- Escoles municipals: 5 amb 1345 alumnes (2009)